# Miryang
Miryang (hangul 밀양시, hanja  密陽市) är en stad i provinsen Södra Gyeongsang i Sydkorea. Folkmängden var 107 419 invånare i slutet av 2020.

## Administrativ indelning
Centralorten (28,91 km²) har 53 435 invånare (2020). Den är indelad i fem administrativa stadsdelar: 
Gagok-dong,
Gyo-dong,
Naei-dong,
Naeil-dong och
Sammun-dong.
Resten av kommunen (769,74 km²) har 53 984 invånare (2020). Den består av två köpingar (eup) och nio socknar (myeon):
Bubuk-myeon,
Cheongdo-myeon,
Chodong-myeon,
Danjang-myeon,
Hanam-eup,
Muan-myeon,
Samnangjin-eup,
Sangdong-myeon,
Sangnam-myeon,
Sannae-myeon  och
Sanoe-myeon.